# 1 Samodzielny Batalion Piechoty Zmotoryzowanej (Ukraina)
1 Samodzielny Batalion Piechoty Zmechanizowanej „Wołyń” – batalion Wojsk Lądowych Ukrainy, podporządkowany 14 Samodzielnej Brygadzie Zmechanizowanej. Jako batalion obrony terytorialnej brał udział w konflikcie na wschodniej Ukrainie. Batalion stacjonuje we Włodzimierzu Wołyńskim.

## Wykorzystanie bojowe
Batalion „Wołyń” został wysłany w lipcu 2014 roku w rejon Czernihowa, aby wzmocnić ochronę granicy państwowej z Federacją Rosyjską na tamtym odcinku. 16 września został przeniesiony do strefy działań wojennych, a 28 września zajął pozycje obronne pod Debalcewem. 2 października podczas walk w tym rejonie ranny został jeden żołnierz batalionu. 15 listopada po ostrzale artyleryjskim pod wsią Olchowatka zginął pierwszy żołnierz, a 24 listopada podczas wymiany ognia w okolicy pobliskiej kopalni zginął kolejny. W tym okresie jeden z członków batalionu został też wzięty do niewoli (z której powrócił w wyniku wymiany jeńców w lutym 2016 roku). W grudniu 2014 roku batalion został wycofany ze strefy walk, a 28 lutego 2015 roku trafił do Włodzimierza Wołyńskiego.